# Arouna Mounkaïla
 (février 2025).
Arouna Mounkaïla, né en 1938 à Niamey et mort le 16 décembre 2019 à Paris, est un homme politique et diplomate nigérien.

## Vie Academique
Après l'école primaire, Arouna Mounkaïla fréquente le lycée national de Niamey. Il est diplômé en économie de l'Institut franco-africain de Développement économique et de Planification (IDEP) de Dakar en 1967. La même année, il rejoint la fonction publique nigérienne en tant que chef de service au sein du Commissariat au Développement. De 1969 à 1970, il poursuit ses études économiques à Dakar. Il a ensuite travaillé comme directeur de la Coopération internationale au ministère des Affaires étrangères du Niger.

## Parcours politique et professionnel
Après le renversement du président Hamani Diori le 15 avril 1974 et le début du règne du Conseil militaire suprême, le nouveau chef de l'État Seyni Kountché le fait entrer dans son gouvernement, où il reste jusqu'en 1981. À partir du 8 juin 1974, Mounkaïla est nommé secrétaire d'État chargé du Développement auprès du ministre du Développement, des Mines et de l'Hydraulique, Sani Souna Sido. Le 3 juin 1975, il remplace Abderrahmane Alfidja au poste de secrétaire d'État aux Affaires étrangères et à la Coopération auprès du ministre des Affaires étrangères et de la Coopération, Adamou Moumouni Djermakoye. Annou Mahaman devient secrétaire d’État chargé du Développement. Arouna Mounkaïla est nommé ministre des Mines et de l'Hydraulique le 21 février 1976, succédant à Sani Souna Sido. À partir du 16 juin 1980, il est uniquement chargé du département des Mines, tandis que le département des Travaux hydrauliques est repris par Yahaya Tounkara. Il quitte le gouvernement le 9 février 1981. Annou Mahaman est responsable du département des Mines.
Arouna Mounkaïla est nommé ambassadeur du Niger en France le 21 avril 1981, succédant à Amadou Seydou. Il est remplacé à ce poste par Saley Habou, nommé le 15 novembre 1983. Arouna Mounkaïla est nommé représentant permanent du Niger auprès des Nations unies à New York, en remplacement d'Idé Oumarou, le 25 avril 1984. Son successeur, Joseph Diatta, est nommé le 20 mai 1985. Arouna Mounkaïla est nommé ambassadeur du Niger en Libye le 29 janvier 1990, succédant à Karim Alio. Il est remplacé à ce poste par Hassimi Alkaïdi Touré, nommé le 25 septembre 1992.
Arouna Mounkaïla était marié. Il meurt à Paris en 2019 à l'âge de 81 ans.